# Brownleeit
Brownleeit ist ein sehr seltenes und bisher auf der Erde nicht nachgewiesenes Mineral aus der Mineralklasse der „Elemente“ mit der chemischen Zusammensetzung MnSi und damit chemisch gesehen ein Mangan-Silicid.
Brownleeit kristallisiert im kubischen Kristallsystem und konnte bisher nur in Form mikroskopisch kleiner Partikel in gesammeltem kosmischem Staub nachgewiesen werden. Aufgrund der geringen Probengröße und -menge konnten bisher viele mineralogisch relevante Eigenschaften wie unter anderem Farbe, Strichfarbe, Mohshärte und Glanz nicht ermittelt werden.

## Etymologie und Geschichte
Die Entdeckung des Minerals wurde in einer NASA-Meldung am 12. Juni 2008 bekanntgegeben. Benannt wurde es zu Ehren des Professors für Astronomie (Planetenforscher) Donald E. Brownlee von der University of Washington in Seattle (Aussprache daher englisch braʊnliːʌɪt).
Brownleeit ist von der International Mineralogical Association (Internationalen Mineralogischen Vereinigung, IMA) als Mineral anerkannt worden. Es hat die IMA Nummer 2008-011.

## Klassifikation
Da Brownleeit erst 2008 als eigenständige Mineralart anerkannt wurde, ist er in der letztmalig 1977 überarbeiteten Systematik der Minerale nach Strunz (8. Auflage) noch nicht aufgeführt.
In der zuletzt 2018 überarbeiteten Lapis-Systematik nach Stefan Weiß, die formal auf der alten Systematik von Karl Hugo Strunz in der 8. Auflage basiert, erhielt das Mineral die System- und Mineralnummer I/A.12-045. Dies entspricht der Klasse der „Elemente“ und dort der Abteilung „Metalle und intermetallische Verbindungen“, wo Brownleeit zusammen mit Gupeiit, Hapkeit, Linzhiit, Luobusait, Mavlyanovit, Naquit, Palladosilicid, Perryit, Suessit, Xifengit und Zangboit eine unbenannte Gruppe mit der Systemnummer I/A.12 bildet.
Die von der International Mineralogical Association (IMA) zuletzt 2009 aktualisierte 9. Auflage der Strunz’schen Mineralsystematik ordnet das Brownleeit ebenfalls in die Klasse der „Elemente“, dort jedoch in die Abteilung „Metallische Kohlenstoff-, Stickstoff- und Phosphorverbindungen“ ein. Diese ist weiter unterteilt nach der Stoffgruppe der Verbindung, so dass das Mineral entsprechend seiner Zusammensetzung in der Unterabteilung der „Silicide“ zu finden ist, wo er zusammen mit dem bisher nicht anerkannten Fersilicit und Naquit (IMA 2010-011) die unbenannte Gruppe 1.BB.15 bildet.
In der vorwiegend im englischen Sprachraum gebräuchlichen Systematik der Minerale nach Dana hat Brownleeit die System- und Mineralnummer 01.01.23.07. Auch dies entspricht der Klasse und gleichnamigen Abteilung der „Elemente“. Hier ist er zusammen mit Suessit, Gupeiit, Xifengit, Hapkeit, Luobusait und Mavlyanovit in der „Suessitgruppe, Silicide“ mit der System-Nr. 01.01.23.07 innerhalb der Unterabteilung der „Elemente: metallische Elemente außer der Platingruppe“ zu finden.

## Kristallstruktur
Brownleeit kristallisiert im kubischen Kristallsystem in der Raumgruppe P213 (Raumgruppen-Nr. 198) mit dem Gitterparameter a = 4,557 Å sowie sechs Formeleinheiten pro Elementarzelle.

## Eigenschaften
Als sogenanntes Mangan-Silicid hat Brownleeit Halbleitereigenschaften.

## Bildung und Fundorte
Über die Bildungsbedingungen des Minerals ist bisher nichts bekannt. Entdeckt wurde Brownleeit 2003 in Staubpartikeln, die mittels eines Lockheed-ER-2-Flugzeugs in der Stratosphäre über dem Südwesten der USA eingefangen worden waren. "Das Mineral wurde in Form von einem IDP (interstellar Dust Particle) von 5 µm Durchmesser in lediglich drei Körnern mit Durchmessern von 100, 450 und 600 nm gefunden". Man geht davon aus, dass die eingefangenen Partikel vom Kometen 26P/Grigg-Skjellerup stammen, dessen Staubspur die Erde im April 2003 durchquerte. Auf diese Weise konnte die Staubspur erforscht werden.